# Fredskapellet
Fredskapellet var en baptistkirke på Howitzvej (tidl. Lampevej) på Frederiksberg. Kirken er senere nedrevet.
Kirken blev bygget for den 21. september 1896 stiftede Frederiksberg Baptistmenighed og blev opført 1896-97. Grundstenen blev nedlagt 13. oktober 1896 og den kunne indvies 11. april 1897 og havde kostet ca. 32.550 kr. (1900-kroner). Arkitekt var D.W. Leerbeck. Kirken var af røde mursten med et lille tårn (hvori hovedindgangen) med spir, udvendig i alt 74x36 fod. Det indre havde flad tøndehvælving, 24 fod over gulvet, og dåbsbassin.